# 대비 (칭호)
대비(大妃)는 선왕(先王)의 왕비를 뜻한다.

## 개요
태후(太后)에서 온 말로 한국의 경우, 고려 시대 말, 몽골의 지배로 관제가 격하되기 이전까지는 대대로 왕의 어머니를 왕태후(王太后)라 부르다가, 그 이후 보통 왕대비(王大妃)와 대왕대비(大王大妃)를 아우르는 의미로 쓰이거나, 두 용어의 준말 정도로 사용되다가 24대 임금 헌종 사후 고부 3세대 3인의 대비들의 위계 차이를 정하기 위하여 기존의 왕대비(王大妃) 아래에 세 번째 등급으로서 대비(大妃)라고 불렀다. 이것은 포괄적인 의미의 대비(大妃)와는 구별되는 말이다. 조선에서 이 세 번째 등급으로서의 대비의 작호를 사용한 인물은 효정왕후 명헌대비(明憲大妃)와 철인왕후 명순대비(明純大妃) 단 두 사람뿐이다.

## 같이 보기
- 왕대비
- 대왕대비
- 황태후
- 왕태후
- 왕태비